# Orgue de l'église Saint-Georges de Vesoul
L'orgue de l'église Saint-Georges de Vesoul a été fabriqué en 1776 par le facteur d'orgues Joseph Rabiny.

## Histoire
L'orgue se trouve dans l'église Saint-Georges de Vesoul, église paroissiale classée Monument Historique en 1993.
La ville de Vesoul commanda l'orgue en 1772 à Joseph Rabiny, membre de la famille Rabiny, famille de facteurs d'orgues. L'orgue est finalement terminé en 1776. Par la suite, plusieurs modifications ont lieu.
En 1808, François Callinet réunit les deux corps du buffet et en 1887, les facteurs Jeanpierre et Didier de Rambervillers effectuerent également certaines modifications. Une nouvelle inauguration a lieu le 27 octobre 1887. Vers 1918, un ventilateur électrique est ajouté à l'orgue. Le compositeur Jacques Louis Battmann y a été l'organiste en 1855.
En 1921, la maison Bossier de Dijon transforme quelques jeux et effectue un relevage de la structure. Le 15 septembre 1965, l'orgue ainsi que son buffet sont classés Monuments Historique. L'orgue est par ailleurs restructuré en 1976 par Alfred Kern,.
Aujourd'hui, des concerts ainsi que des visites guidées sont organisées,,.